# Lello da Orvieto
Pour les articles homonymes, voir Orvieto (homonymie).

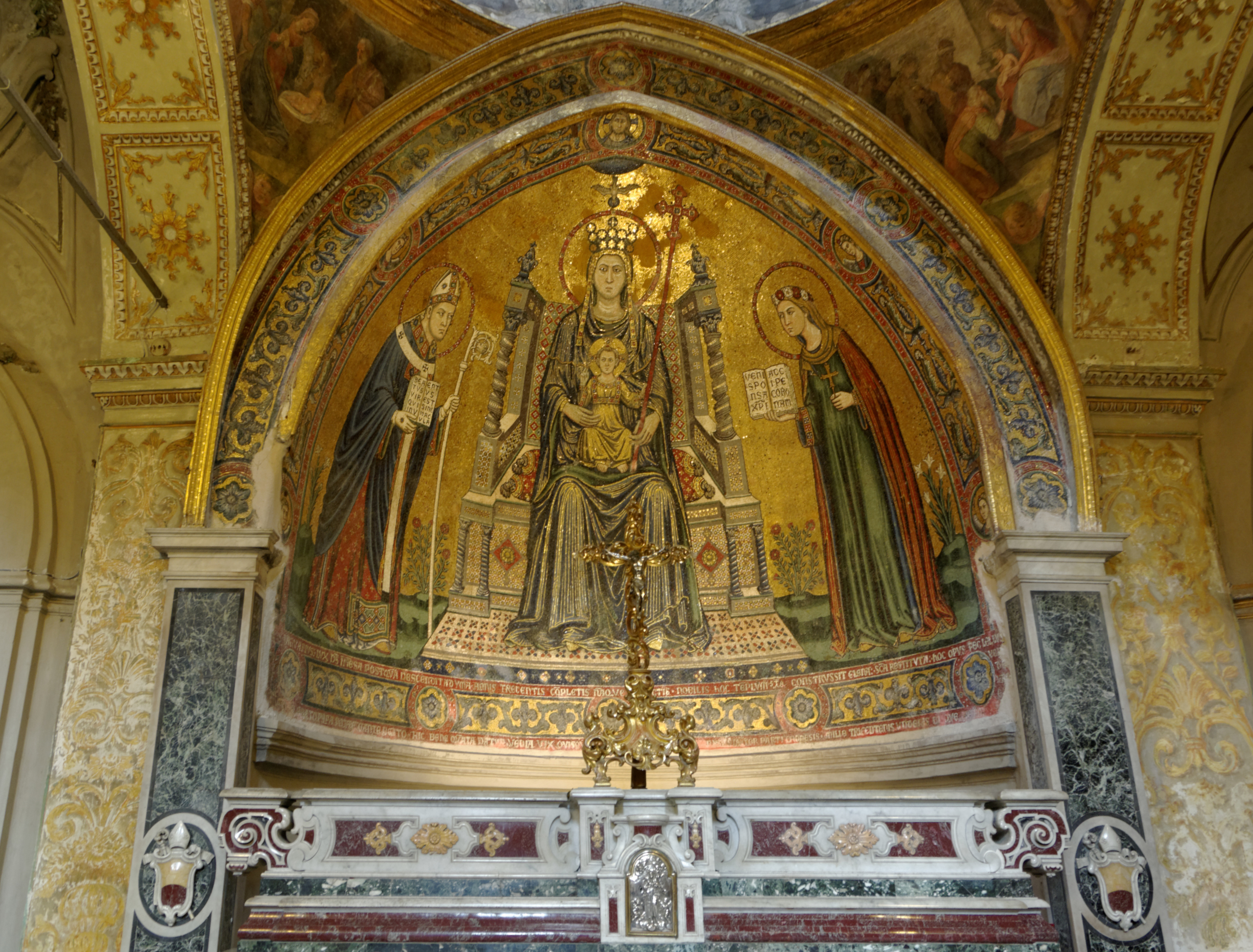
Vierge trônant entre les saints Janvier et Restitute (1322), mosaïque, Basilique santa Restituta, cathédrale Santa Maria Assunta (Naples).

Lello da Orvieto (Orvieto, actif vers 1314 - 1350) est un peintre italien du gothique italien.

## Biographie
Lello da Orvieto arrive à Naples en 1314 et travaille avec Pietro Cavallini.

## Œuvres
- Saint Antoine de Padoue avec un donateur agenouillé sur la droite,
- Vierge trônant entre les saints Janvier et Restitute (1322), mosaïque, chapelle latérale dédiée à Santa Maria del Principio (première Basilique dédiée à Santa Restituta), Cathédrale Santa Maria Assunta, Naples[2].
- Arbre  de Jessé, fresque attribuée à Lello da Orvieto (vers 1320), Cathédrale Santa Maria Assunta, Naples.
- Scènes de la vie de saint Benoît,
- Fresques de la salle capitulaire des clarisses, église Sainte-Claire, Naples[3].
- Portrait, Palazzo Arcivescovile, Naples.
- Portrait funéraire de l'archevêque Ubert d'Ormont et saint Paul, tempera sur bois de 206 × 96 × 10 cm, v. 1320, Museo diocesano, Naples.